# Minatitlán, Veracruz
Minatitlán là một đô thị thuộc bang Veracruz, México. Năm 2005, dân số của đô thị này là 151983 người.